# Ržyščiv
Ržyščiv (ukrajinsky Ржищів, rusky Ржищев – Ržiščev, polsky Rzyszczów) je město v Kyjevské oblasti na Ukrajině. Žije zde přibližně přibližně 7 400 obyvatel.

## Poloha a doprava
Ržyščiv leží na pravém, západním břehu Kaněvské přehrady na Dněpru v místě, kde se do ní vlévá potok Lehlyč. Od Kyjeva, hlavního města Ukrajiny, je vzdálen přibližně třiašedesát kilometrů jihovýchodně.

## Dějiny
První písemná zmínka je z roku 1151. V roce 1506 se Ržyščiv stal městem.
V roce 1960 se stal Ržyščiv sídlem městského typu a v roce 1995 znovu získal status města.

### Rodáci
- Jelena Andrejevna Ganová (1813–1842), spisovatelka
- Lina Vasylivna Kostenková (* 1930), spisovatelka